# Samuel Palache
Samuel Palache – kupiec, dyplomata oraz korsarz żydowskiego pochodzenia, będący na usługach sułtana Maroka Zidana Abu Maaliego; jako wysłannik do stadhoudera księcia Maurycego Orańskiego zainicjował pierwszą w historii umowę o współpracy, między państwem muzułmańskim a chrześcijańskim.

## Źródła
1. Roman Frister. Żydowscy piraci z Karaibów. „Polityka”, 12 grudnia 2009. Warszawa.brak numeru strony